# 윗사누 크르아응암
윗사누 크르아응암(태국어: วิษณุ เครืองาม, 1951년 9월 15일 ~ )은 법조인 겸 대학 교수 출신의 태국 외교관 겸 정치인이다.

## 이력

### 출생과 성장
태국 송클라 주 핫야이에서 출생하였으며 지난날 한때 태국 아유타야 주 아유타야에서 잠시 유아기를 보낸 적이 있는 그는 1956년 그의 나이 5세 때 직계 일가족과 함께 태국 수도 방콕에 이주하여 이후 방콕에서 성장하였다.

### 타이 군주국 외교행정관료 분야 입문
1993년 타이 군주국 외교행정관료 분야 입문하여 현재(2014년 현재 타이 군주국 부총리)에 이르고 있다.

## 같이 보기
- 쁠랙 피분송크람
- 쁘렘 띤나술라논
- 카테셉사와스디 박디쿨